# كارين ستراسمان
كارين ستراسمان (بالإنجليزية: Karen Strassman)‏ هي ممثلة أمريكية، ولدت في 5 يونيو 1975 بواشنطن العاصمة في الولايات المتحدة.

## أعمال

### أفلام
- (2006)  ذكريات اللا أحد

## وصلات خارجية
- كارين ستراسمان على موقع IMDb (الإنجليزية)
- كارين ستراسمان على موقع روتن توميتوز (الإنجليزية)
- كارين ستراسمان على موقع قاعدة بيانات الفيلم (الإنجليزية)
- كارين ستراسمان على موقع ANN person (الإنجليزية)